# Olympische Sommerspiele 1900/Leichtathletik
| Olympische Spiele 1900 Medaillenspiegel Leichtathletik | Olympische Spiele 1900 Medaillenspiegel Leichtathletik | Olympische Spiele 1900 Medaillenspiegel Leichtathletik | Olympische Spiele 1900 Medaillenspiegel Leichtathletik | Olympische Spiele 1900 Medaillenspiegel Leichtathletik | Olympische Spiele 1900 Medaillenspiegel Leichtathletik |
| Platz                                                  | Mannschaft                                             | Silbermedaillen                                        | Bronzemedaillen                                        | 3.                                                     | Total                                                  |
| ------------------------------------------------------ | ------------------------------------------------------ | ------------------------------------------------------ | ------------------------------------------------------ | ------------------------------------------------------ | ------------------------------------------------------ |
| 1                                                      | Vereinigte Staaten                                     | 16                                                     | 13                                                     | 10                                                     | 39                                                     |
| 2                                                      | Großbritannien                                         | 3                                                      | 3                                                      | 2                                                      | 8                                                      |
| 3                                                      | Kanada                                                 | 1                                                      | —                                                      | 1                                                      | 2                                                      |
| 3                                                      | Ungarn                                                 | 1                                                      | —                                                      | 1                                                      | 2                                                      |
| 5                                                      | Gemischte Mannschaft                                   | 1                                                      | —                                                      | —                                                      | 1                                                      |
| 5                                                      | Luxemburg                                              | 1                                                      | —                                                      | —                                                      | 1                                                      |
| 7                                                      | Frankreich                                             | –                                                      | 4                                                      | 2                                                      | 6                                                      |
| 8                                                      | Britisch-Indien                                        | —                                                      | 2                                                      | —                                                      | 2                                                      |
| 9                                                      | Böhmen                                                 | —                                                      | 1                                                      | —                                                      | 1                                                      |
| 10                                                     | Australien                                             | —                                                      | —                                                      | 3                                                      | 3                                                      |
| 11                                                     | Dänemark                                               | —                                                      | —                                                      | 1                                                      | 1                                                      |
| 11                                                     | Norwegen                                               | —                                                      | —                                                      | 1                                                      | 1                                                      |
| 11                                                     | Schweden                                               | —                                                      | —                                                      | 1                                                      | 1                                                      |

Die in der französischen Hauptstadt Paris im Rahmen der (Exposition Universelle et Internationale de Paris) ausgetragenen Internationalen Wettbewerbe für Leibesübungen und Sport (Concours Internationaux d’Exercices Physiques et de Sports) umfassten u. a. die Wettbewerbe der Leichtathletik, die Bestandteil der II. Olympischen Spiele 1900 (Spiele der II. Olympiade) waren. Teilnahmeberechtigt waren nur Männer. Frauen waren bei Olympischen Spielen in der Leichtathletik erstmals 1928 zugelassen.

## Wettbewerbe
Die Wettbewerbe der Leichtathletik bestanden neben dem üblichen Programm aus einer Vielzahl von Wettkämpfen, die nach Vorstellung von Pierre de Coubertin, dem Begründer der modernen Olympischen Spiele, und nach Maßgabe des Internationalen Olympischen Komitees (IOC) nicht als olympisch angesehen werden. Hierzu zählten Wettkämpfe für Professionals, für die u. a. ein 6-Stunden-Lauf ausgerichtet wurde, oder Wettkämpfe mit Handicaps zur Nivellierung unterschiedlicher Leistungsstärken.

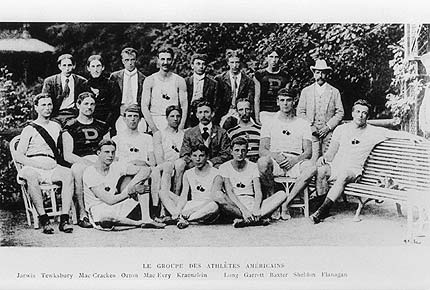
Das Leichtathletikteam der USA

Das IOC ordnete 23 Wettbewerbe der Leichtathletik dem olympischen Programm der Spiele der II. Olympiade zu. Nach offizieller Lesart beteiligten sich daran 117 Athleten aus 15 Nationen. Das Wettbewerbsprogramm wich dabei teilweise deutlich vom heutigen ab. Elf der 23 Wettbewerbe waren erstmals im Programm der Olympischen Spiele. Als kürzeste Sprintstrecke neben den 100 Metern und 200 Metern wurde ein 60-Meter-Lauf ausgetragen, der allerdings nur noch einmal olympische Disziplin war und nach den Olympischen Spielen 1904 verschwand. Dasselbe gilt für den 200-Meter-Hürdenlauf. Der 1896 nach manchen Quellen noch über 100 Meter durchgeführte kürzeste Hürdenlauf wurde endgültig auf der bis heute üblichen 110-Meter-Distanz ausgetragen. Der 400-Meter-Hürdenlauf kam in Paris dazu. Neu waren auch gleich zwei Wettbewerbe über Hindernisse, die allerdings ganz anders aussahen als die heutige standardisierte Variante. Eine erste Langstrecke neben dem Marathonlauf wurde über 5000 Meter angeboten, allerdings nur mit einer Mannschaftswertung. Neu waren auch die drei zu jener Zeit sehr populären Standsprungwettbewerbe. Die dort erzielten Bestleistungen konnten somit allesamt als olympische Rekorde gewertet werden. Als Wurfdisziplin kam der Hammerwurf neu ins olympische Programm. Der Speerwurf dagegen musste noch warten. Diese Disziplin wurde offiziell erst 1908 olympisch, nachdem sie bei den Olympischen Zwischenspielen 1906 in Athen erstmals ausgetragen worden war. Auch wenn es zu jener Zeit noch keine offiziellen Listen über Weltrekorde gab, so kann man davon ausgehen, dass bei diesen Spielen inoffiziell vier neue Weltrekorde aufgestellt wurden.

## Medaillen
Wie schon bei den I. Olympischen Spielen vier Jahre zuvor gab es jeweils eine Silbermedaille für den Sieger und Bronze für den zweitplatzierten Athleten. Der Sportler auf Rang drei erhielt keine Medaille.
Die vom IOC noch immer ignorierte Tatsache, dass der Sieger im Marathonlauf, Michel Théato, keine französische Staatsbürgerschaft besaß, sondern die von Luxemburg, ist allgemein historisch belegt. Somit waren unter den teilnehmenden Athleten 16 Nationalitäten. Da Théato jedoch nach IOC-Lesart offiziell als Franzose gewertet wird, ist dies auch in den hier folgenden Übersichten und Auflistungen so umgesetzt.
Niemand hatte in der Frühzeit der Olympischen Spiele an eine Nationenwertung oder einen Medaillenspiegel gedacht. Dies führt dazu, dass man eine Reihe von Mannschaften mit Athleten unterschiedlicher Nationalität heutzutage gesondert als gemischte Mannschaften wertet. Hierzu gehört auch ein Team des 5000-Meter-Mannschaftslaufs. Die Beteiligung des australischen Läufers Stan Rowley in der Mannschaft der Amateur Athletic Association, die ansonsten nur aus britischen Läufern bestand, hat das IOC dazu veranlasst, die Platzierung den gemischten Mannschaften zuzurechnen und nicht ausschließlich den Briten. Es gibt durchaus Veröffentlichungen, in denen dies anders betrachtet wird. Entsprechend verändert stellen sich dort auch die Statistik und der Medaillenspiegel dar.

## Austragungsstätte
Alle Wettkämpfe fanden im Croix Catelan, dem Vereinsgelände des Racing Club de France im Bois de Boulogne statt. Es handelte sich hierbei um eine große Rasenfläche, auf der eine Laufrunde mit 500 Meter Länge abgesteckt war. Der Boden war sehr uneben und es standen eine Menge von Bäumen umher, auch im Innenraum.

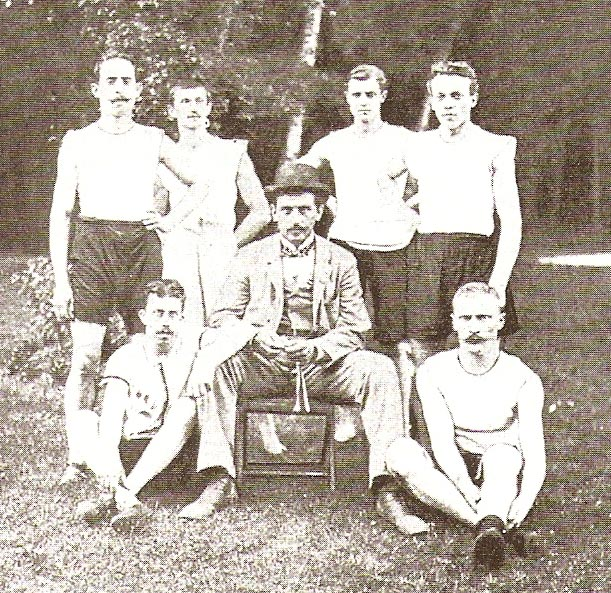
Deutsches Leichtathletik-Team
v. l. n. r. oben: Kurt Doerry, Julius Keyl, Gustav Adolf Rau, Albert Werkmüller
Mitte: Mannschaftsführer Georg Demmler
unten: Franz Duhne und Waldemar Steffen

## Der Sonntag im Zeitplan
Die Wettbewerbe wurden zwischen dem 14. Juli, dem Nationalfeiertag der Franzosen, und dem 22. Juli ausgetragen. Der 15. Juli war ein Sonntag und verursachte besondere Komplikationen. Zahlreiche Sportler der USA waren nicht bereit, an einem Sonntag einen Wettkampf zu bestreiten, da ihre religiöse Überzeugung es ihnen verbot. Auf Bitten der Athleten wurde anfänglich von den Organisatoren zugesichert, Wettkämpfe zu verschieben, doch schließlich führte man das vorher festgelegte Programm unverändert durch. Bei den zehn Entscheidungen an diesem Tag stellten die US-Athleten dennoch sieben Sieger.

## Leistungsmessung
Für die Sieger in den Laufwettbewerben wurde vom Kampfgericht die Zeit gemessen. Für die Platzierten gab es keine Zeitmessung, bei ihnen wurde der Rückstand auf den Sieger oder Vorplatzierten mit einer Längenangabe geschätzt. Nachträglich wurde versucht, aus dieser Entfernung eine Zeit für die Nächstplatzierten zu ermitteln, die in den nachfolgenden Listen in Klammern hinzugefügt ist. Unter anderem auch diese Schätzung hatte in den verschiedenen hier verwendeten Quellen – s. u. – unterschiedliche Leistungsangaben zur Folge.

## Erfolge
Die US-Athleten gewannen 16 der 23 Wettbewerbe und belegten insgesamt 39 der 68 Medaillenplatzierungen – gerechnet nach der heutigen Lesart mit Gold, Silber und Bronze. Damit waren die USA die weit überlegene Nation der Leichtathletikwettbewerbe.

Erfolgreichster Sportler war der US-Amerikaner Alvin Kraenzlein. Er wurde viermal Olympiasieger – 60-Meter-Lauf,
110 Meter Hürden, 200 Meter Hürden und Weitsprung.
Sein Landsmann Ray Ewry war Spezialist in allen Sprüngen aus dem Stand. Er gewann sämtliche Wettbewerbe in diesen Disziplinen und errang damit drei Olympiasiege – Standhoch-, Standweit- und Standdreisprung.
Weitere fünf Sportler wurden jeweils zweimal Olympiasieger:
- Irving Baxter, USA – Hoch- und Stabhochsprung. Darüber hinaus errang Baxter noch drei zweite Plätze, und zwar in allen drei Standsprungwettbewerben.
- Walter Tewksbury, USA – 200 Meter und 200 Meter Hürden. Tewksbury war außerdem noch zweimal Zweiter – 60 Meter und 100 Meter – sowie Dritter über 400 Meter Hürden.
- Charles Bennett, Großbritannien – 1500 Meter und 5000-Meter-Mannschaftslauf. Zusätzlich war Bennett noch Zweiter über 4000 Meter Hindernis.
- Alfred Tysoe, Großbritannien – 800 Meter und 5000-Meter-Mannschaftslauf
- John Rimmer, Großbritannien – 4000 Meter Hindernis und 5000-Meter-Mannschaftslauf.

Die Athleten stellten drei Weltrekorde auf:
- Alvin Kraenzlein, 60-Meter-Lauf 7,0 s
- Charles Bennett, 1500-Meter-Lauf 4:06,2 min
- Ray Ewry, Standhochsprung 1,655 m

Darüber hinaus gab es 13 olympische Rekorde – 12 Verbesserungen / 1 Egalisierung.
Die Darstellung der exakten Resultate für diese Wettbewerbe ist wie schon bei den Olympischen Spielen 1896 nicht immer eindeutig. Je nach Quelle – siehe Literatur bzw. Weblinks, Link 1 unten – gibt es v. a. in den hinteren Platzierungen voneinander abweichende Darstellungen. Diese sind in den jeweiligen Hauptartikeln detailliert dargestellt.

## Resultate

### 60 m
| Platz                            | Athlet                | Land | Zeit (s)      |               |
| -------------------------------- | --------------------- | ---- | ------------- | ------------- |
| 1                                | Alvin Kraenzlein      | USA  | 7,0           | WRe           |
| 2                                | Walter Tewksbury      | USA  | 7,0           |               |
| 3                                | Stan Rowley           | AUS  | 7,1           |               |
| 4                                | Edmund Minahan        | USA  | 7,2           |               |
| in den Vorläufen ausge- schieden | Norman Pritchard      | IND  | 1. VL Platz 3 | 1. VL Platz 3 |
| in den Vorläufen ausge- schieden | William Holland       | USA  | 2. VL Platz 3 | 2. VL Platz 3 |
| in den Vorläufen ausge- schieden | Adolphe Klingelhoefer | FRA  | 1. VL         | 1. VL         |
| in den Vorläufen ausge- schieden | Isaac Westergren      | SWE  | 1. VL         | 1. VL         |
| in den Vorläufen ausge- schieden | Pál Koppán            | HUN  | 2. VL         | 2. VL         |
| in den Vorläufen ausge- schieden | Ernő Schubert         | HUN  | 2. VL         | 2. VL         |

Datum: 15. Juli

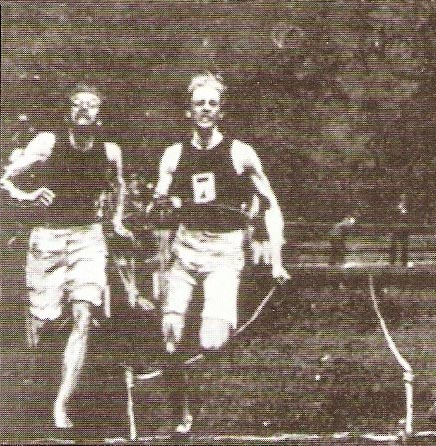
Alvin Kraenzlein (links) und Walter Tewksbury im Finish über 60 Meter

Diese Kurzstrecke war zweimal Programmteil bei Olympischen Spielen. Sie wurde 1900 erstmals ausgetragen und verschwand nach 1904 schnell wieder aus dem Programm. Die Laufbahnen waren wie im 100-Meter-Lauf und wie schon 1896 durch Seile in Höhe der Waden voneinander getrennt.
Es gab zwei Vorläufe, aus denen sich der jeweils Erste und Zweite fürs Finale qualifizierten.
Alvin Kraenzlein hatte bereits in seinem Vorlauf mit 7,0 s einen Weltrekord aufgestellt, den er im Finale egalisierte. Die Zeiten für den zweiten bis vierten Platz sind anhand der angegebenen Abstände geschätzt.
Je nach Quelle gibt es unterschiedliche Versionen zum Ausgang dieses Rennens. Genaueres ist nachzulesen im Hauptartikel zum 60-Meter-Lauf

### 100 m

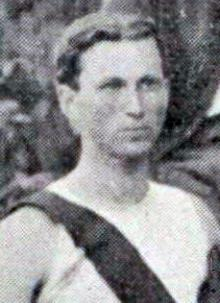
Frank Jarvis siegte über 100 Meter mit einer Zehntelsekunde Vorsprung

| Platz                                                                  | Athlet            | Land | Zeit (s)      |
| ---------------------------------------------------------------------- | ----------------- | ---- | ------------- |
| 1                                                                      | Frank Jarvis      | USA  | 11,0          |
| 2                                                                      | Walter Tewksbury  | USA  | 11,1          |
| 3                                                                      | Stan Rowley       | AUS  | 11,2          |
| –                                                                      | Arthur Duffey     | USA  | DNF           |
| in den Vor-, Halbfinal- läufen oder im Hoffnungs- lauf ausge- schieden | Norman Pritchard  | IND  | HL Platz 2    |
| in den Vor-, Halbfinal- läufen oder im Hoffnungs- lauf ausge- schieden | Clark Leiblee     | USA  | HL Platz 3    |
| in den Vor-, Halbfinal- läufen oder im Hoffnungs- lauf ausge- schieden | Thaddeus McClain  | USA  | HL            |
| in den Vor-, Halbfinal- läufen oder im Hoffnungs- lauf ausge- schieden | Charles Burroughs | USA  | HL            |
| in den Vor-, Halbfinal- läufen oder im Hoffnungs- lauf ausge- schieden | Frederick Moloney | USA  | HL            |
| in den Vor-, Halbfinal- läufen oder im Hoffnungs- lauf ausge- schieden | Dixon Boardman    | USA  | 1. ZL Platz 4 |
| in den Vor-, Halbfinal- läufen oder im Hoffnungs- lauf ausge- schieden | Kurt Doerry       | GER  | 2. ZL Aufgabe |
| in den Vor-, Halbfinal- läufen oder im Hoffnungs- lauf ausge- schieden | Edmund Minahan    | USA  | 3. ZL Platz 4 |
| in den Vor-, Halbfinal- läufen oder im Hoffnungs- lauf ausge- schieden | Václav Nový       | BOH  | 1. VL Platz 3 |
| in den Vor-, Halbfinal- läufen oder im Hoffnungs- lauf ausge- schieden | Pál Koppán        | HUN  | 2. VL Platz 3 |
| in den Vor-, Halbfinal- läufen oder im Hoffnungs- lauf ausge- schieden | Umberto Colombo   | ITA  | 3. VL Platz 3 |
| in den Vor-, Halbfinal- läufen oder im Hoffnungs- lauf ausge- schieden | Johannes Gandil   | DEN  | 4. VL Platz 3 |
| in den Vor-, Halbfinal- läufen oder im Hoffnungs- lauf ausge- schieden | Ernő Schubert     | HUN  | 5. VL Platz 3 |
| in den Vor-, Halbfinal- läufen oder im Hoffnungs- lauf ausge- schieden | Henry Slack       | USA  | 6. VL Platz 3 |
| in den Vor-, Halbfinal- läufen oder im Hoffnungs- lauf ausge- schieden | Julius Keyl       | GER  | 3. VL Platz 4 |
| in den Vor-, Halbfinal- läufen oder im Hoffnungs- lauf ausge- schieden | Isaac Westergren  | SWE  | 5. VL Platz 4 |

Datum: 14. Juli
Die Laufbahnen waren wie im 60-Meter-Lauf und wie schon 1896 durch Seile in Höhe der Waden voneinander getrennt.
Es gab sechs Vorläufe, aus denen sich der jeweils Erste und Zweite für drei Zwischenläufe qualifizierten. Hiervon kamen die Sieger ins Finale, die jeweils Zweiten und Dritten bestritten einen Hoffnungslauf. Über diesen qualifizierte sich der Sieger fürs Finale.
Frank Jarvis stellte in seinem Vorlauf den bestehenden Weltrekord mit 10,8 s ein, den Walter Tewksbury in seinem Zwischenlauf ebenfalls egalisierte. Im Finale siegte Jarvis mit zwei Fuß Abstand auf Tewksbury, der wiederum mehr als einen halben Yard Vorsprung auf Stan Rowley hatte – die Zeiten wurden anhand dieser Angaben geschätzt.
Eigentlicher Favorit für dieses Rennen war Arthur Duffey, der im Vorfeld seine Hauptkonkurrenten geschlagen hatte. Im Finale führte er, bekannt als Schnellstarter, auf halber Strecke deutlich. Doch hier erwischte ihn eine Sehnenzerrung und er schied aus.
Für diesen Wettbewerb stimmen die Quellen in ihren Darstellungen weitgehend überein.

### 200 m

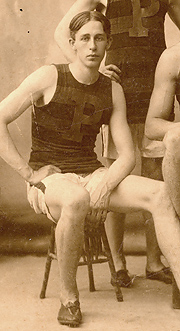
John Tewksbury – zweiter Sieg nach Rang eins über 400 Meter Hürden

| Platz                            | Athlet                | Land | Zeit (s)      |               |
| -------------------------------- | --------------------- | ---- | ------------- | ------------- |
| 1                                | Walter Tewksbury      | USA  | 22,2          | OR            |
| 2                                | Norman Pritchard      | IND  | 22,5          |               |
| 3                                | Stan Rowley           | AUS  | 22,6          |               |
| 4                                | William Holland       | USA  | 22,6          |               |
| in den Vorläufen ausge- schieden | Adolphe Klingelhoefer | FRA  | 1. VL Platz 3 | 1. VL Platz 3 |
| in den Vorläufen ausge- schieden | Yngvar Bryn           | NOR  | 2. VL Platz 3 | 2. VL Platz 3 |
| in den Vorläufen ausge- schieden | Emö Schubert          | HUN  | 1. VL         | 1. VL         |
| in den Vorläufen ausge- schieden | Albert Werkmüller     | GER  | 2. VL         | 2. VL         |

Datum: 22. Juli
Der 200-Meter-Lauf gehörte erstmals zum olympischen Programm. Es gab zwei Vorläufe, aus denen sich der jeweils Erste und Zweite fürs Finale qualifizierten. Tewksbury siegte mit zweieinhalb Yards Vorsprung auf Pritchard, der wiederum einen halben Yard vor Rowley lag. Knapp hinter Rowley folgte Holland – die Zeiten wurden anhand dieser Abstandsangaben geschätzt.
Die ersten Drei sind in den Quellen übereinstimmend benannt. Bei Ekkehard zur Megede fehlt die Angabe zu Platz vier ganz.

### 400 m
| Platz                            | Athlet                 | Land | Zeit (s)      |               |
| -------------------------------- | ---------------------- | ---- | ------------- | ------------- |
| 1                                | Maxwell Long           | USA  | 49,4          | OR            |
| 2                                | William Holland        | USA  | 49,6          |               |
| 3                                | Ernst Schultz          | DEN  | 52,4          |               |
| –                                | Dixon Boardman         | USA  | DNS           |               |
| –                                | Harry Lee              | USA  | DNS           |               |
| –                                | William Moloney        | USA  | DNS           |               |
| in den Vorläufen ausge- schieden | Harvey Lord            | USA  | 1. VL Platz 3 | 1. VL Platz 3 |
| in den Vorläufen ausge- schieden | Charles-Robert Faidide | FRA  | 2. VL Platz 3 | 2. VL Platz 3 |
| in den Vorläufen ausge- schieden | Henry Slack            | USA  | 3. VL Platz 3 | 3. VL Platz 3 |
| in den Vorläufen ausge- schieden | Georges Clément        | FRA  | 1. VL Platz 4 | 1. VL Platz 4 |
| in den Vorläufen ausge- schieden | Pál Koppán             | HUN  | 2. VL Platz 4 | 2. VL Platz 4 |
| in den Vorläufen ausge- schieden | Umberto Colombo        | ITA  | 3. VL         | 3. VL         |
| in den Vorläufen ausge- schieden | Zoltán Speidl          | HUN  | 3. VL         | 3. VL         |
| in den Vorläufen ausge- schieden | Walter Drumheller      | USA  | 1. VL Platz 5 | 1. VL Platz 5 |
| in den Vorläufen ausge- schieden | Yngvar Bryn            | NOR  | 2. VL Platz 5 | 2. VL Platz 5 |

Datum: 14. Juli und 15. Juli

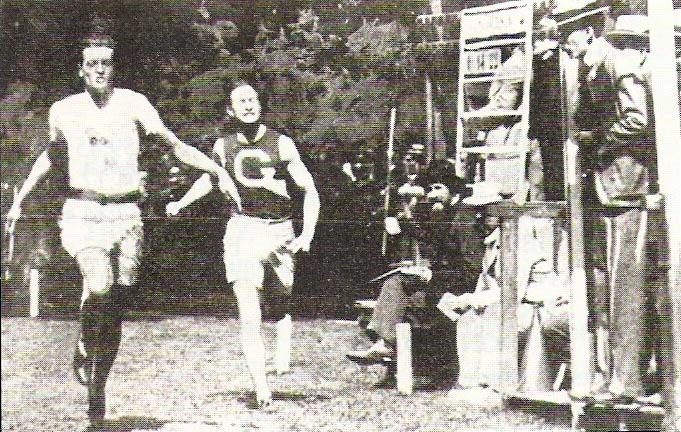
Maxey Long (links) siegte über 400 Meter vor William Holland

Es gab drei Vorläufe, aus denen sich der jeweils Erste und Zweite fürs Finale qualifizierten.
Die drei qualifizierten US-Athleten Dixon Boardman, Harry Lee und William Moloney traten zum Finale nicht an, da ihre religiöse Überzeugung es ihnen verbot, an einem Sonntag – Tag des Finales – einen Wettkampf zu bestreiten. Nicht jeder US-Athlet hatte diese Einstellung. Im Finale führte nach „zur Megede“ zunächst Holland. In der Quelle "SportsReference" dagegen ist Long von Beginn an vorn. In jedem Fall siegte Maxwell Long mit fünf Yards Vorsprung auf William Holland. Der Däne Ernst Schultz kam mit 25 Yards Rückstand ins Ziel – die Zeiten wurden anhand dieser Abstandsangaben geschätzt.
Für diese Disziplin sind die Angaben in den Quellen zum Finale übereinstimmend. Bezüglich der Vorläufe gibt es jedoch zum Teil erhebliche Abweichungen – detailliert dargestellt

### 800 m

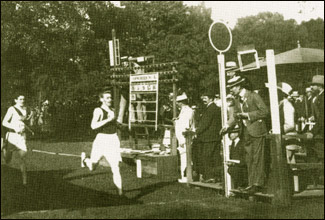
Alfred Tysoe vor John Cregan im 800-Meter-Finale

| Platz                            | Athlet                | Land | Zeit (min)    |
| -------------------------------- | --------------------- | ---- | ------------- |
| 1                                | Alfred Tysoe          | GBR  | 2:01,2        |
| 2                                | John Cregan           | USA  | 2:01,8        |
| 3                                | David Hall            | USA  | 2:05,0        |
| 4                                | Henri Deloge          | FRA  | k. A.         |
| 5                                | Zoltán Speidl         | HUN  | k. A.         |
| 6                                | John Bray             | USA  | k. A.         |
| in den Vorläufen ausge- schieden | Howard Hayes          | USA  | 1. VL Platz 3 |
| in den Vorläufen ausge- schieden | Justus Scrafford      | USA  | 2. VL Platz 3 |
| in den Vorläufen ausge- schieden | Harvey Lord           | USA  | 3. VL Platz 3 |
| in den Vorläufen ausge- schieden | Maurice Salomez       | FRA  | 1. VL Platz 4 |
| in den Vorläufen ausge- schieden | Christian Christensen | DEN  | 1. VL Platz 5 |
| in den Vorläufen ausge- schieden | Alex Grant            | USA  | 1. VL         |
| in den Vorläufen ausge- schieden | Walter Drumheller     | USA  | 1. VL         |
| in den Vorläufen ausge- schieden | Edward Bushnell       | USA  | 2. VL         |
| in den Vorläufen ausge- schieden | Emilio Banfi          | ITA  | 2. VL         |
| in den Vorläufen ausge- schieden | Harrison Smith        | USA  | 2. VL         |
| in den Vorläufen ausge- schieden | Ondřej Pukl           | BOH  | 3. VL         |
| in den Vorläufen ausge- schieden | Edward Mechling       | USA  | 3. VL         |

Datum: 16. Juli
Es gab drei Vorläufe, aus denen sich der jeweils Erste und Zweite fürs Finale qualifizierten.
Alex Grant war wie sein Bruder Dick, der am Marathonlauf teilnahm, kanadischer Staatsbürger. Da sie in den USA studierten und Alex für den New York Athletic Club und die University of Pennsylvania, Dick für die Harvard University antraten, wurden sie inkorrekterweise als US-Amerikaner gelistet.
David Hall hatte bereits in seinem Vorlauf einen olympischen Rekord mit 1:59,0 min aufgestellt. Im Finale kämpften John Cregan, Alfred Tysoe und Henri Deloge mit knappen Abständen um den Sieg. Kurz vor dem Ziel stürzte Deloge nach einem Schwächeanfall und konnte nur noch den vierten Platz retten. Tysoe gewann mit drei Yards Vorsprung auf Cregan – die Zeiten wurden anhand der Abstände zwischen den Läufern geschätzt. Deloge und Hall litten noch deutlich unter den Nachwirkungen der Anstrengungen vom 1500-Meter-Finale, das am Tag vorher stattgefunden hatte.
Die aufgelisteten Platzierungen stimmen in den hier verwendeten Quellen – s. u. – überein. Allerdings gibt es abweichende Benennungen der erzielten Zeiten. Ekkehard zur Megede listet hier folgende Resultate auf:

1. Alfred Tysoe 2:01,4 min / 2. John Cregan 2:03,0 min / 3. David Hall k. A.

### 1500 m
| Platz                     | Athlet                | Land | Zeit (min) |    |
| ------------------------- | --------------------- | ---- | ---------- | -- |
| 1                         | Charles Bennett       | GBR  | 4:06,2     | WR |
| 2                         | Henri Deloge          | FRA  | 4:06,6     |    |
| 3                         | John Bray             | USA  | 4:07,2     |    |
| 4                         | David Hall            | USA  | k. A.      |    |
| 5                         | Christian Christensen | DEN  | k. A.      |    |
| 6                         | Hermann Wraschtil     | AUT  | k. A.      |    |
| Weitere Final- Teilnehmer | Louis Segondi         | FRA  | k. A.      |    |
| Weitere Final- Teilnehmer | John Rimmer           | GBR  | k. A.      |    |
| Weitere Final- Teilnehmer | Ondřej Pukl           | BOH  | k. A.      |    |

Datum: 15. Juli

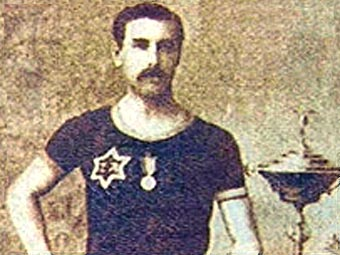
Charles Bennett – Olympiasieger in Weltrekordzeit

John Cregan aus den USA sowie der Kanadier Alex Grant verzichteten auf eine Teilnahme. Als Grund benannten sie ihre religiöse Überzeugung, die es ihnen verbot, an einem Sonntag einen Wettkampf zu bestreiten. George Orton zog die Teilnahme am 3500-Meter-Hiondernislauf vor, der am selben Tagt stattfand und den Orton dann auch gewann. Die Organisatoren entschlossen sich daraufhin zu einem direkten Finallauf ohne Qualifikation. Charles Bennett und Henri Deloge lieferten sich einen erbitterten Zweikampf, bei dem Bennet schließlich mit fünf Yards Vorsprung die Oberhand behielt. Die Zeiten der nächsten Läufer wurden anhand der Abstände zwischen ihnen geschätzt.
Die drei Erstplatzierten werden in den hier verwendeten Quellen übereinstimmend benannt, allerdings außer dem Sieger wieder mit abweichenden Zeitangaben. Außerdem sind die Plätze vier und fünf bei Ekkehard zur Megede – s. u. – genau umgekehrt gelistet. Zeiten finden sich in seinem Buch ab Rang vier nicht mehr. Hermann Wraschtil ist überall als Sechstplatzierter benannt. Weitere Teilnehmer sind in zur Megedes Literatur nicht aufgeführt.

### Marathon
Datum: 19. Juli
| Platz | Athlet           | Land      | Zeit (h) |
| ----- | ---------------- | --------- | -------- |
| 1     | Michel Théato    | Luxemburg | 2:59:45  |
| 2     | Émile Champion   | FRA       | 3:04:17  |
| 3     | Ernst Fast       | SWE       | 3:37:14  |
| 4     | Eugène Besse     | FRA       | 4:00:43  |
| 5     | Arthur Newton    | USA       | 4:04:12  |
| 6     | Dick Grant       | USA       | k. A.    |
| 7     | Ronald MacDonald | CAN       | k. A.    |

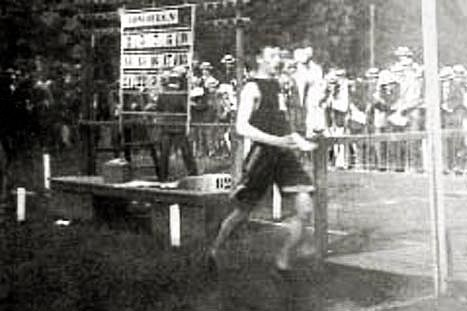
Michel Théato beim Zieleinlauf

Sechs der dreizehn Starter erreichten nicht das Ziel des 40,26 Kilometer langen Kurses. Der Sieger, Michel Théato, lebte in Paris und war Mitglied beim Club amical et sportif de Saint-Mande. Der Club und ganz Frankreich rühmten sich nach dem Sieg seiner Person, so dass man seine Herkunft nicht weiter verfolgte. Inzwischen ist festgestellt worden, dass Théato bei seiner Teilnahme nicht die französische Staatsbürgerschaft besaß, sondern die von Luxemburg. Das Internationale Olympische Komitee (IOC) hat diese Erkenntnis in ihren veröffentlichten Siegerlisten und im Medaillenspiegel bislang nicht berücksichtigt und führt Michel Théato weiterhin als Franzosen.
In einem zeitgenössischen Bericht, den Ekkehard zur Megede beschreibt, heißt es dazu, das Rennen sei eine „Farce“ gewesen angesichts der Tatsache, dass die einheimischen Läufer sich Vorteile verschafften über Abkürzungen, die nur sie kannten. Théato wird dort als in Paris heimischer Bäckerjunge beschrieben, der somit besonders von diesem Heimvorteil profitieren konnte. Ob das mit der Tatsache, dass er die luxemburgische Staatsbürgerschaft besaß, in Einklang zu bringen ist, bleibt unklar. Mittlerweile hat das IOC nachgebessert und führt ihn als Luxemburger.
Kurios sind noch zwei kurze Geschichten zu den besten ausländischen Läufern:
- Dem Schweden Ernst Fast wurde von einem Hilfspolizisten unabsichtlich der falsche Weg gewiesen, wodurch Fast mehrere Minuten verlor.
- Der US-Amerikaner Arthur Newton wähnte sich auf halber Strecke in Führung und fühlte sich, da niemand ihn mehr überholt hatte, bei seiner Zielankunft als Olympiasieger. Ihm blieb ewig ein Rätsel, wieso vier andere Athleten vor ihm rangierten.

Platzierungen und Zeiten stimmen in den hier eingesetzten Quellen überein. Ab Platz vier finden sich bei zur Megede lediglich keine Zeitangaben mehr.

### 110 m Hürden
| Platz                            | Athlet                | Land | Zeit (s)      |               |
| -------------------------------- | --------------------- | ---- | ------------- | ------------- |
| 1                                | Alvin Kraenzlein      | USA  | 15,4          | WR            |
| 2                                | John McLean           | USA  | 15,6          | geschätzt     |
| 3                                | Frederick Moloney     | USA  | k. A.         |               |
| 4                                | Jean Lécuyer          | FRA  | k. A.         |               |
| –                                | Norman Pritchard      | IND  | DNF           |               |
| in den Vorläufen ausge- schieden | William Lewis         | USA  | 1. HL Platz 2 | 1. HL Platz 2 |
| in den Vorläufen ausge- schieden | William Remington     | USA  | 2. HL Platz 2 | 2. HL Platz 2 |
| in den Vorläufen ausge- schieden | Eugène Choisel        | FRA  | 1. HL Platz 3 | 1. HL Platz 3 |
| in den Vorläufen ausge- schieden | Adolphe Klingelhoefer | FRA  | 2. VL         | 2. VL         |

Datum: 14. Juli
Es gab drei Vorläufe, aus denen sich der jeweils Erste fürs Finale qualifizierte.
Jean Lécuyer hatte in seinem Vorlauf keine Gegner und kam kampflos ins Finale, weswegen zwei Hoffnungsläufe ins Programm genommen wurden, um den Verlierern noch eine Chance zu geben. Über diese qualifizierten sich erneut die jeweiligen Sieger für das Finale. Adolphe Klingelhoefer trat zu seinem Hoffnungslauf nicht an.
Alvin Kraenzlein stellte im Vorlauf mit 15,6 s eine Weltbestzeit über die metrische Distanz auf, die er im Finale erneut unterbot. Er hatte zweieinhalb Meter Vorsprung auf McLean – die Zeiten wurden anhand der Abstände zwischen den Läufern geschätzt.
Es gibt wieder Übereinstimmungen und Abweichungen in den vorliegenden Quellen. Die Namen der ersten Drei sowie die Siegerzeit sind bei allen genauso aufgelistet wie hier. Ekkehard zur Megede benennt 15,6 Sekunden für Platz zwei und macht dann keine Zeitangaben mehr. Lécuyers Vorname laute in seinem Buch „A.“ und Pritchard wird mit Platz fünf aufgeführt.

### 200 m Hürden

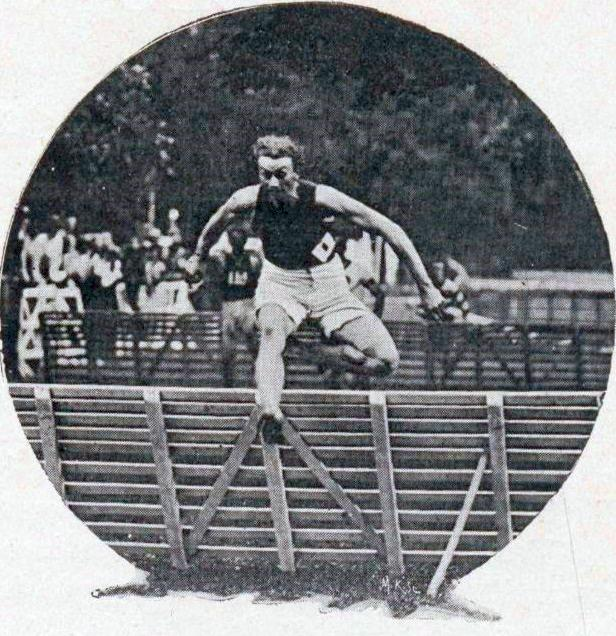
Der herausragende Athlet dieser Spiele Alvin Kraenzlein gewann die Hürdenläufe über 110 und 200 Meter, den 60-Meter-Lauf und den Weitsprung

| Platz                            | Athlet            | Land | Zeit (s)      |               |
| -------------------------------- | ----------------- | ---- | ------------- | ------------- |
| 1                                | Alvin Kraenzlein  | USA  | 25,4          | OR            |
| 2                                | Norman Pritchard  | IND  | 5 y zurück    |               |
| 3                                | Walter Tewksbury  | USA  | 6 y zurück    |               |
| 4                                | Eugène Choisel    | FRA  | k. A.         |               |
| in den Vorläufen ausge- schieden | Frederick Moloney | USA  | 1. VL Platz 3 | 1. VL Platz 3 |
| in den Vorläufen ausge- schieden | Thaddeus McClain  | USA  | 2. VL Platz 3 | 2. VL Platz 3 |
| in den Vorläufen ausge- schieden | William Remington | USA  | 1. VL Platz 4 | 1. VL Platz 4 |
| in den Vorläufen ausge- schieden | Henri Tauzin      | FRA  | 2. VL Platz 4 | 2. VL Platz 4 |
| in den Vorläufen ausge- schieden | Gustav Rau        | GER  | 1. VL Platz 5 | 1. VL Platz 5 |
| in den Vorläufen ausge- schieden | William Lewis     | USA  | 2. VL Platz 5 | 2. VL Platz 5 |
| in den Vorläufen ausge- schieden | Zoltán Speidl     | HUN  | 2. VL Platz 6 | 2. VL Platz 6 |

Datum: 16. Juli
Es gab zwei Vorläufe, aus denen sich der jeweils Erste und Zweite fürs Finale qualifizierten.
Alvin Kraenzlein siegte überlegen. Obwohl ihm wegen eines Fehlstarts zur Strafe ein Yard Vorsprung zum Zweiten abgezogen wurde, hatte er immer noch fünf Yards Abstand auf Pritchard. Nach den 110 Meter Hürden, den 60 Metern und dem Weitsprung gewann Kraenzlein hier seine bereits vierte Goldmedaille bei diesen Spielen.
In der Literaturquelle bei Ekkehard zur Megede fehlen hier lediglich die Benennungen der Zeiten hinter dem Sieger und außerdem die Vorlaufergebnisse. Ansonsten stimmen die Quellen überein.

### 400 m Hürden
| Platz | Athlet           | Land | Zeit (s)   |            |
| ----- | ---------------- | ---- | ---------- | ---------- |
| 1     | Walter Tewksbury | USA  | 57,6       | OR         |
| 2     | Henri Tauzin     | FRA  | k. A.      |            |
| 3     | George Orton     | CAN  | k. A.      |            |
| ?     | William Lewis    | USA  | DNS?       |            |
| VL    | Karel Nedvěd     | BOH  | VL Platz 3 | VL Platz 3 |

Datum: 15. Juli
Die Hürden bestanden aus acht Meter langen Telefonmasten, die in einer Höhe von ca. einem Meter aufgelegt waren.
Es gab zwei Vorläufe, aus denen sich der jeweils Erste und Zweite fürs Finale qualifizierten, obwohl nur fünf Athleten am Start waren. Henri Tauzin und George Orton hatten in ihrem Vorlauf keine Gegner. Der eigentlich qualifizierte US-Athlet William Lewis trat nach Darstellung bei SportsReference zum Finale nicht an, da seine religiöse Überzeugung es ihm verbot, an einem Sonntag einen Wettkampf zu bestreiten. Dieser organisatorische Fauxpas reiht sich ein in andere hier getroffene Entscheidungen u. a. zur Einteilung von Vorläufen.
Die Namen der ersten Vier stimmen in den verwendeten Quellen überein, ebenso die Zeit des Siegers. Für Platz zwei ist bei Ekkehard zur Megede abweichend die Zeit mit 58,2 s benannt, ansonsten finden sich in seinem Buch keine weiteren Zeitangaben. Lewis ist dort als Viertplatzierter gelistet und nicht als Läufer, der nicht ins Ziel kam; diese Darstellung gibt es auch auf der IOC-Seite.

### 2500 m Hindernis
| Platz | Athlet            | Land | Zeit (min) |
| ----- | ----------------- | ---- | ---------- |
| 1     | George Orton      | CAN  | 7:34,4     |
| 2     | Sidney Robinson   | GBR  | 7:38,0     |
| 3     | Jean Chastanié    | FRA  | k. A.      |
| 4     | Arthur Newton     | USA  | k. A.      |
| 5     | Hermann Wraschtil | AUT  | k. A.      |
| 6     | Franz Duhne       | GER  | k. A.      |

Datum: 15. Juli

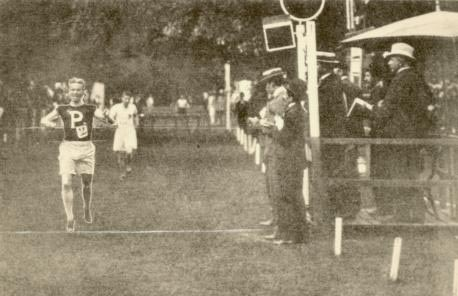
George Orton – klarer Sieger über 2500 Meter Hindernis

Auf einer fünfmal zu durchlaufenden 500-Meter-Runde waren jeweils eine Hürde, eine Mauer und ein Wassergraben zu überwinden.
Die Läufer traten ohne Qualifikation alle gemeinsam zum Finale an. George Orton, siebenfacher AAU-Meister auf Hindernisstrecken, ging als klarer Favorit in dieses Rennen. Sidney Robinson machte die Tempoarbeit, musste Orton im Finish jedoch ziehen lassen, der mit deutlichem Vorsprung die Goldmedaille gewann.
Sämtliche Platzierungen sind in den vorliegenden Quellen übereinstimmend benannt. Abweichungen gibt es nur in den Zeitangaben. Ekkehard zur Megede listet den Sieger mit 7:34,2 min und den Zweiten mit 7:38,0 min. Für die weitere Platzierten werden bei zur Megede keine Zeiten aufgeführt.

### 4000 m Hindernis
| Platz | Athlet           | Land | Zeit (min) |
| ----- | ---------------- | ---- | ---------- |
| 1     | John Rimmer      | GBR  | 12:58,4    |
| 2     | Charles Bennett  | GBR  | 12:58,8    |
| 3     | Sidney Robinson  | GBR  | 12:58,8    |
| 4     | Jean Chastanié   | FRA  | k. A.      |
| 5     | George Orton     | CAN  | k. A.      |
| 6     | Franz Duhne      | GER  | k. A.      |
| –     | Alex Grant       | USA  | DNF        |
| –     | Thaddeus McClain | USA  | DNF        |

Datum: 16. Juli
Auf einer achtmal zu durchlaufenden 500-Meter-Runde waren jeweils eine Hürde, eine Mauer und ein Wassergraben zu überwinden.
Auch hier gab es keine Qualifikation, alle gemeldeten Teilnehmer starteten im Finale. Der auch auf dieser Strecke klar favorisierte George Orton, der am Tag zuvor den Hindernislauf über die kürzere Distanz bereits für sich entschieden hatte, war auch hier der ausgemachte Favorit. Über Nacht erkrankte er, wollte aber dennoch seine Chance auf eine zweite Goldmedaille wahrnehmen. Bis in die Schlussphase hinein konnte er sogar noch mithalten, musste sich zuletzt jedoch mit einem fünften Platz begnügen und zusehen, wie die Briten das Rennen um die Medaillen unter sich ausmachten.
Alex Grant war wie sein Bruder Dick, der am Marathonlauf teilnahm, kanadischer Staatsbürger. Da sie in den USA studierten und Alex für den New York Athletic Club und die University of Pennsylvania, Dick für die Harvard University antraten, wurden sie inkorrekterweise als US-Amerikaner gelistet.
Alle Angaben zu den Platzierungen stimmen auch hier in den verwendeten Quellen überein. Die Zeiten für die Plätze zwei und drei finden sich bei Ekkehard zur Megede. In seinem Buch führt auch die beiden Läufer nicht auf, die nach der hier dargestellten Variante aus allen drei anderen verwendeten Quellen, das Rennen aufgegeben haben.

### 5000 m Mannschaft
| Platz | Land                 | Athlet                                                                                                  | Punkte |
| ----- | -------------------- | --- | ------ |
| 1     | Gemischte Mannschaft | Charles Bennett ( GBR) John Rimmer ( GBR) Sidney Robinson ( GBR) Alfred Tysoe ( GBR) Stan Rowley ( AUS) | 26     |
| 2     | Frankreich           | Henri Deloge Gaston Ragueneau Jean Chastanié André Castanet Albert Champoudry                           | 29     |

Datum: 22. Juli
Der Mannschaftslauf war nicht als Nationenwertung gedacht, sondern für Vereins- oder Verbandsmannschaften ausgeschrieben. So trat der britische Leichtathletikverband Amateur Athletic Association (AAA) gegen eine Auswahl der französischen Leichtathletikvereine Racing Club de France (Deloge, Chastanié) und SA Montrouge (Ragueneau, Castanet, Champoudry) an. Es waren die einzigen gemeldeten Mannschaften.
Eine Mannschaft bestand aus fünf Athleten. Die der AAA umfasste neben vier britischen Läufern auch den Australier Stan Rowley. Als Angehöriger des Britischen Weltreichs (British Empire) war er für die AAA startberechtigt. Rowley war Sprinter und für die 5000 Meter eigentlich ungeeignet, doch es stand kein anderer für die AAA startberechtigter Läufer in Paris zur Verfügung. Sein Start hatte lediglich den Zweck, die Mannschaft zu komplettieren, denn von Beginn an hatte man damit gerechnet, dass er den letzten Platz belegen würde. So ließ Rowley es auch langsam angehen, und als der Vorletzte, Michel Champoudry, die Ziellinie überquerte, hatte Rowley erst 3500 m zurückgelegt. Das Kampfgericht entschloss sich daraufhin, dass Rowley sein Rennen nicht beenden musste.
Gewertet wurde nach Platzziffern (Platz 1 = 1 Punkt; Platz 2 = 2 Punkte etc.). Die Mannschaft mit der niedrigsten Platzziffer war Sieger.
In der unten genannten Literatur bei Ekkehard zur Megede wird folgender Ausgang des Rennens aufgeführt:

1. Bennett 15:29,0 min / 2. Rimmer / 3. Deloge / 4. Ragueneau / 5. Chastanié / 6. Robinson / 7. Tysoe / 8. Castanet / 9. Champoudry / 10. Rowley.

Die sich aus dieser Auflistung ergebenden Platzziffern stimmen überein mit denen im Endergebnis genannten Werten. In einer anderen Quelle wird Charles Bennetts Siegerzeit mit 15:20,0 min angegeben, was Weltrekord bedeutet hätte. Was hier richtig sein mag, ist nicht mehr zu ermitteln.

### Hochsprung

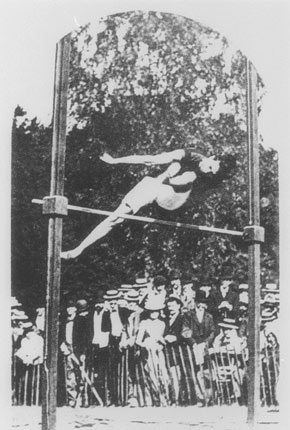
Irving Baxter gewann neben dem Hochsprung – hier in Aktion – auch den Stabhochsprung

| Platz | Athlet               | Land | Höhe (m) |    |
| ----- | -------------------- | ---- | -------- | -- |
| 1     | Irving Baxter        | USA  | 1,90     | OR |
| 2     | Patrick Leahy        | GBR  | 1,78     |    |
| 3     | Lajos Gönczy         | HUN  | 1,75     |    |
| 4     | Carl Albert Andersen | NOR  | 1,70     |    |
| 4     | Eric Lemming         | SWE  | 1,70     |    |
| 4     | Waldemar Steffen     | GER  | 1,70     |    |
| 7     | Louis Monnier        | FRA  | 1,60     |    |
| 8     | Tore Blom            | SWE  | 1,50     |    |

Datum: 15. Juli
Patrick Leahy war eigentlich Ire. Irland war zu jener Zeit jedoch kein selbständiger Staat, sondern Bestandteil des Vereinigten Königreichs Großbritannien und Irland. Er hatte im Vorfeld mehrfach mit herausragenden Leistungen geglänzt. Seine Bestleistung stand auf 1,955 m. Hier blieb er deutlich unter seinen Fähigkeiten. Sein Hauptkonkurrent Irving Baxter aus den Vereinigten Staaten versuchte sich zuletzt an der Weltrekordhöhe von 1,97 m, scheiterte aber bei allen drei Versuchen, nachdem er 1,90 m übersprungen hatte. Er gewann am selben Tag noch den Wettbewerb im Stabhochsprung.
Auch Mike Sweeney, mit 1,97 m Weltrekordinhaber, war zur Zeit der Olympischen Spiele in Paris. Er nahm dort jedoch an Profiwettkämpfen teil und war hier bei den Olympischen Spielen als Profi nicht zugelassen.
Für diesen Wettbewerb sind die Angaben bezüglich der ersten Acht in den eingesetzten Quellen gleichlautend. Allerdings ist bei zur Megede die Rede von einer Qualifikation, die zehn Springer überstanden haben. Die US-Athleten William Remington und Walter Carroll verzichteten danach auf eine Teilnahme, da ihre religiöse Überzeugung es ihnen verbot, an einem Sonntag einen Wettkampf zu bestreiten.

### Stabhochsprung
| Platz | Athlet               | Land | Höhe (m) |     |
| ----- | -------------------- | ---- | -------- | --- |
| 1     | Irving Baxter        | USA  | 3,30     | ORe |
| 2     | Meredith Colket      | USA  | 3,25     |     |
| 3     | Carl Albert Andersen | NOR  | 3,20     |     |
| 4     | Eric Lemming         | SWE  | 3,10     |     |
| 4     | Jakab Kauser         | HUN  | 3,10     |     |
| 4     | Émile Gontier        | FRA  | 3,10     |     |
| 7     | Karl Gustaf Staaf    | SWE  | 2,80     |     |
| 8     | August Nilsson       | SWE  | 2,60     |     |

Datum: 15. Juli
Die US-Athleten Charles Dvorak, Daniel Horton und Bascom Johnson verzichteten auf eine Teilnahme, da ihre religiöse Überzeugung es ihnen verbot, an einem Sonntag einen Wettkampf zu bestreiten. Eigentlich hatten die Organisatoren der amerikanischen Mannschaftsleitung zugesichert, diesen Wettbewerb auf einen Wochentag zu verlegen, denn bei den Dreien handelte es sich um die seinerzeit weltbesten Stabhochspringer. Aus unerfindlichen Gründen fand der Wettbewerb nun doch an einem Sonntag statt – ohne die amerikanische Teamleitung zu informieren. An den Folgetagen arrangierte man zur Revanche zwei inoffizielle Wettkämpfe, um den im offiziellen Wettkampf nicht gestarteten Athleten Gelegenheit zu geben, ihr Können unter Beweis zu stellen. Den ersten dieser Wettkämpfe gewann Bascom Johnson mit 3,38 m, beim zweiten war Daniel Horton mit 3,45 m vorn vor Charles Dvorak mit 3,35 m.
Irving Baxter, am selben Tag schon Gewinner der Hochsprung-Konkurrenz, erfuhr per Lautsprecheransage, dass sein Name für den Stabhochsprung aufgerufen wurde – eigentlich war er von der Verlegung dieser Disziplin ausgegangen. Schnell zog er sich wieder um und kam zu seinem zweiten Olympiasieg.
Wie auch beim Hochsprung sind für diesen Wettbewerb alle Angaben in den eingesetzten Quellen gleichlautend.

### Weitsprung
| Platz | Athlet            | Land | Weite (m) |    |
| ----- | ----------------- | ---- | --------- | -- |
| 01    | Alvin Kraenzlein  | USA  | 7,185     | OR |
| 02    | Meyer Prinstein   | USA  | 7,175     |    |
| 03    | Patrick Leahy     | GBR  | 6,950     |    |
| 04    | William Remington | USA  | 6,825     |    |
| 05    | Albert Delannoy   | FRA  | 6,755     |    |
| 06    | John McLean       | USA  | 6,655     |    |
| 07    | Thaddeus McClain  | USA  | 6,435     |    |
| 08    | Waldemar Steffen  | GER  | 6,300     |    |
| 09    | Ernő Schubert     | HUN  | 6,050     |    |
| 10    | Gyula Strausz     | HUN  | 6,010     |    |
| 11    | Tore Blom         | SWE  | 5,770     |    |
| 12    | Eric Lemming      | SWE  | 5,500     |    |

Datum: Sa 14. Juli und So 15. Juli

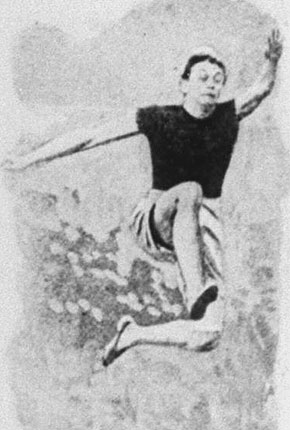
Der vierfache Olympiasieger Alvin Kraenzlein beim Weitsprung

Am Tag vor dem Finale, das an einem Sonntag stattfand, gab es einen Vorkampf, aus dem die besten Fünf am Finale teilnehmen konnten. Die Leistung des Vorkampfes wurde für das Finale übertragen – eine Kulanz der Organisatoren gegenüber dem Mitfavoriten Meyer Prinstein, der von seinem College keine Erlaubnis erhalten hatte, am Finalsonntag zu starten. So musste Prinstein zuschauen, wie sein Konkurrent Alvin Kraenzlein ihn um einen Zentimeter übertraf. Angeblich hatten die beiden vereinbart, dass keiner von ihnen am Finale teilnehme solle – Kraenzlein hatte nach dem Vorkampf mit 6,93 m auf dem zweiten Platz gelegen. Der erboste Prinstein musste daraufhin daran gehindert werden, Kraenzlein einen Schlag zu versetzen und das eigentlich mit Spannung erwartete Duell zwischen diesen beiden Spitzensportlern der damaligen Zeit konnte so leider nicht stattfinden.
Gemessen wurde jeder halbe Zentimeter.
Patrick Leahy war Ire. Irland war zu jener Zeit aber kein selbständiger Staat, sondern Bestandteil des Vereinigten Königreichs von Großbritannien und Irland.
Die Quellenangaben stimmen überein bis zum fünften Platz. Als Weite für den Sechstplatzierten wird in der unten genannten Literatur bei Ekkehard zur Megede die Weite des Siebtplatzierten benannt. Die Namen der beiden Athleten auf den Plätzen sechs und sieben sind sich ziemlich ähnlich, sodass die Verwechslung vermutlich dadurch zu erklären ist.

### Dreisprung
| Platz                | Athlet            | Land | Weite (m) |    |
| -------------------- | ----------------- | ---- | --------- | -- |
| 1                    | Meyer Prinstein   | USA  | 14,47     | OR |
| 2                    | James Connolly    | USA  | 13,97     |    |
| 3                    | Lewis Sheldon     | USA  | 13,64     |    |
| 4                    | Patrick Leahy     | GBR  | 13,36     |    |
| 5                    | Albert Delannoy   | FRA  | k. A.     |    |
| 6                    | Alexandre Tuffèri | FRA  | k. A.     |    |
| Weitere Teil- nehmer | Frank Jarvis      | USA  | k. A.     |    |
| Weitere Teil- nehmer | John McLean       | USA  | k. A.     |    |
| Weitere Teil- nehmer | Daniel Horton     | USA  | k. A.     |    |
| Weitere Teil- nehmer | Karl Gustaf Staaf | SWE  | k. A.     |    |
| Weitere Teil- nehmer | Eric Lemming      | SWE  | k. A.     |    |
| Weitere Teil- nehmer | Waldemar Steffen  | GER  | k. A.     |    |
| Weitere Teil- nehmer | Pál Koppán        | HUN  | k. A.     |    |

Datum: 16. Juli

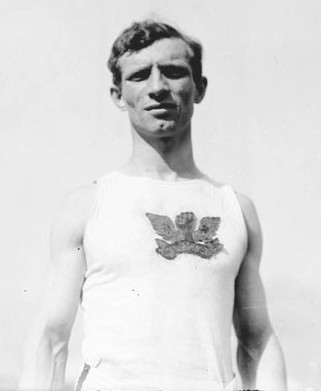
Nach seiner unglücklichen Niederlage im Weitsprung siegte Meyer Prinstein überlegen im Dreisprung

Es gab für den Dreisprung noch keine verbindliche Vorschrift über dessen Ausführung, weshalb jedem Athlet sein Sprungstil selbst überlassen war. Dies galt v. a. auch für die Reihenfolge des Absprungbeins bei den drei Bodenberührungen während des Sprungs.
James Connolly war bei den ersten Olympischen Spielen in Athen Sieger des Dreisprungs und verpasste mit seinem zweiten Platz die Chance, als erster Athlet der Geschichte Olympiasieger bei zwei Olympischen Spielen zu werden. Meyer Prinstein gewann einen Tag nach dem Weitsprungfinale nun doch noch seine Goldmedaille.
Patrick Leahy war Ire. Irland war zu jener Zeit aber kein selbständiger Staat, sondern Bestandteil des Vereinigten Königreichs Großbritannien und Irland.
Alexandre Tuffèri war Franzose, lebte aber in Athen, wo er bereits bei den ersten Olympischen Spielen Zweiter im Dreisprung geworden war. Er nahm später die griechische Staatsbürgerschaft an und startete bei den Olympischen Zwischenspielen 1906 im 110-Meter-Hürdenlauf.
In den Quellen finden sich kaum Differenzen bzgl. der Angaben zum Dreisprung. In der unten genannten Literatur von Ekkehard zur Megede fehlt lediglich die Nennung der Weite des Viertplatzierten.

### Standhochsprung
| Platz | Athlet        | Land | Höhe (m) |    |
| ----- | ------------- | ---- | -------- | -- |
| 1     | Ray Ewry      | USA  | 1,655    | WR |
| 2     | Irving Baxter | USA  | 1,525    |    |
| 3     | Lewis Sheldon | USA  | 1,500    |    |

Datum: 16. Juli
Bei den Sprungdisziplinen aus dem Stand, die in jener Zeit sehr beliebt waren und bei diversen Meisterschaften auf dem Programm standen, war jedem Athlet sein Sprungstil selbst überlassen. Eine verbindliche Vorschrift über dessen Ausführung gab es nur dahingehend, dass ein Fuß den Boden nur einmal verlassen durfte, ansonsten wurde ein Fehlversuch gewertet. Gemessen wurde jeder halbe Zentimeter, wobei auf- oder abgerundet wurde.
Alle drei Sprungdisziplinen aus dem Stand wurden am selben Tag durchgeführt, sodass Raymond Ewry an einem Tag dreimal Olympiasieger wurde – ein unerreichter Rekord.
Als Kind war Ewry an Kinderlähmung erkrankt und hatte im Bestreben, diese Probleme zu überwinden, seine Beinmuskulatur besonders trainiert, was ihm nun sehr zugutekam. Ewry stellte in seiner Laufbahn auch Rekorde im Rückwärtsspringen auf.
Die Quellenangaben stimmen für diese Disziplin komplett überein.

### Standweitsprung
| Platz | Athlet           | Land | Weite (m) |    |
| ----- | ---------------- | ---- | --------- | -- |
| 1     | Ray Ewry         | USA  | 3,210     | OR |
| 2     | Irving Baxter    | USA  | 3,135     |    |
| 3     | Émile Torchebœuf | FRA  | 3,030     |    |
| 4     | Lewis Sheldon    | USA  | 3,020     |    |

Datum: 16. Juli

Standsprungspezialist Ray Ewry beim Standweitsprung

Sprünge aus dem Stand wurden damals häufig ausgetragen, ohne dass es verbindliche Regeln gab, außer dass ein Fuß den Boden nur einmal verlassen durfte. Gemessen wurde in halben Zentimetern. Zur Siegesweite von Ewry gibt es Hinweise, dass sie eventuell sogar 3,30 m oder sogar 3,35 m betragen haben könnte, was allerdings neuen Weltrekord bedeutet hätte und deshalb als eher unwahrscheinlich anzusehen ist.
Alle drei Sprungdisziplinen aus dem Stand fanden am selben Tag statt. So wurde Ewry an einem Tag dreimal Olympiasieger, ein unerreichter Rekord.
Auch hier stimmen die verwendeten Quellen überein, bei Ekkehard zur Megede fehlt allerdings die Nennung des Viertplatzierten.

### Standdreisprung
| Platz                | Athlet            | Land | Weite (m) |    |
| -------------------- | ----------------- | ---- | --------- | -- |
| 1                    | Ray Ewry          | USA  | 10,58     | WR |
| 2                    | Irving Baxter     | USA  | 09,95     |    |
| 3                    | Robert Garrett    | USA  | 09,50     |    |
| 4                    | Lewis Sheldon     | USA  | 09,45     |    |
| Weitere Teil- nehmer | Pál Koppán        | HUN  | 0k. A.    |    |
| Weitere Teil- nehmer | Waldemar Steffen  | GER  | 0k. A.    |    |
| Weitere Teil- nehmer | Karl Gustaf Staaf | SWE  | 0k. A.    |    |
| Weitere Teil- nehmer | Daniel Horton     | USA  | 0k. A.    |    |
| Weitere Teil- nehmer | John McLean       | USA  | 0k. A.    |    |
| Weitere Teil- nehmer | Frank Jarvis      | USA  | 0k. A.    |    |

Datum: 16. Juli
Sprünge aus dem Stand waren damals sehr beliebt und wurden häufig ausgetragen, ohne dass es verbindliche Regeln gab. Beim Dreisprung durfte ein Fuß nach jedem Sprung den Boden nur einmal verlassen.
Alle drei Sprungdisziplinen aus dem Stand fanden am selben Tag statt. So wurde Ewry an einem Tag dreimal Olympiasieger, ein unerreichter Rekord.
Auch für diesen Standsprungwettbewerb sind bei Ekkehard zur Megede nur die ersten Drei benannt. Sie stimmen mit den hier aufgelisteten Springern überein. In der Weite für den Zweitplatzierten gibt es eine kleine Abweichung. Anstelle von 9,95 m führt zur Megede 9,93 m auf.

### Kugelstoßen
Datum: Sa 14. Juli und So 15. Juli
| Platz      | Athlet                     | Land | Weite (m) |    |
| ---------- | -------------------------- | ---- | --------- | -- |
| 01         | Richard Sheldon            | USA  | 14,10     | OR |
| 02         | Josiah McCracken           | USA  | 12,85     |    |
| 03         | Robert Garrett             | USA  | 12,35     |    |
| 04         | Rezső Crettier             | HUN  | 12,07     |    |
| 05         | Panagiotis Paraskevopoulos | GRE  | 11,52     |    |
| 06         | Gustaf Söderström          | SWE  | 11,18     |    |
| 07         | Artúr Coray                | HUN  | 11,13     |    |
| 08         | Truxtun Hare               | USA  | 10,92     |    |
| 09         | August Nilsson             | SWE  | 10,86     |    |
| 10         | Charles Winckler           | DEN  | 10,76     |    |
| Teilnehmer | Sotirios Versis            | GRE  | k. A.     |    |

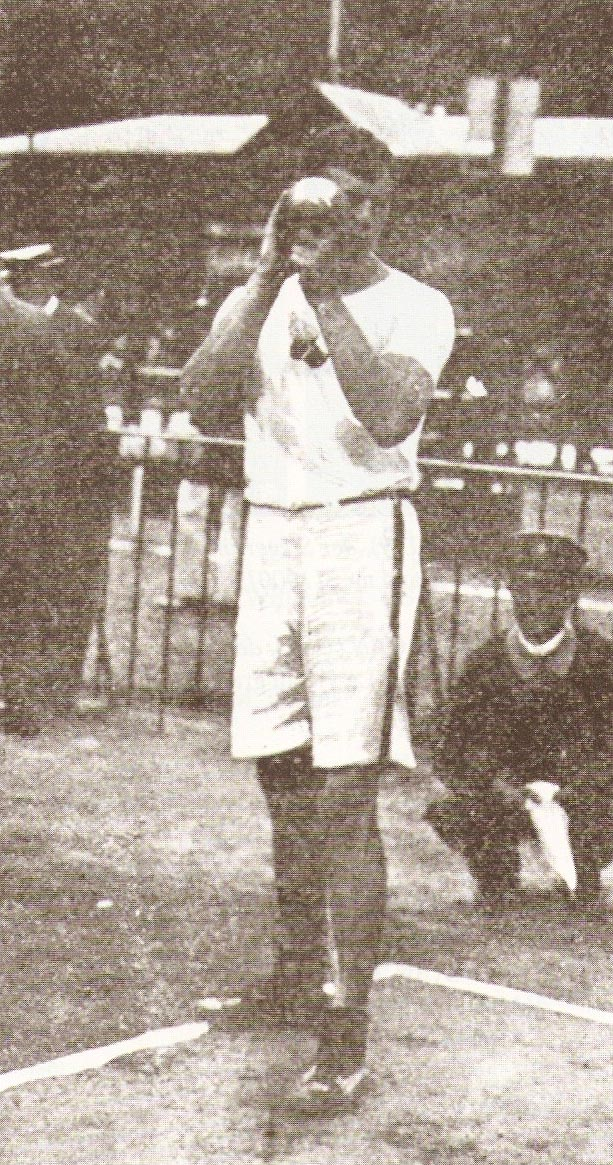
Richard Sheldon, Sieger im Kugelstoßen

Ein auf dem Boden abgestecktes Quadrat von 2,13 Meter mal 2,13 Meter stellte den Abstoßbereich dar.
Es gab einen Vorkampf, aus dem die besten Fünf am Finale teilnehmen konnten. Die Leistungen des Vorkampfes wurden wie im Weitsprung für das Finale übertragen. Sheldon hatte schon nach dem Vorkampf mit 13,80 m geführt und verbesserte sich im Finale noch weiter auf 14,10 m.
McCracken und Garrett verzichteten auf eine Teilnahme im Finale, da ihre religiöse Überzeugung es ihnen verbot, an einem Sonntag – Tag des Finales – einen Wettkampf zu bestreiten. Dennoch reichten ihre Leistungen aus dem Vorkampf aus, um den zweiten bzw. dritten Platz zu belegen. Garrett hatte schon 1896 in Athen gewonnen und verpasste mit seiner Nichtteilnahme am Finale die Chance, als erster Athlet der Geschichte Olympiasieger bei zwei Olympischen Spielen zu werden. Wie schon vier Jahre zuvor fehlte auch hier in Paris der Ire Denis Horgan. Er hatte den neuen Olympiasieger Richard Sheldon im Olympiajahr bereits geschlagen und verfügte über eine persönliche Bestleistung von 14,68 m aus dem Jahr 1897.
Die Angaben aus den eingesetzten Quellen weichen hier wieder einmal voneinander ab. Das scheint jedoch daran zu liegen, dass bei Ekkehard zur Megede die Leistungen aus dem Vorkampf nur für die Plätze zwei und drei Berücksichtigung fanden und für die weiteren Platzierungen alleine die Ergebnisse aus dem Finaltag herangezogen wurden.

### Diskuswurf
| Platz              | Athlet                     | Land | Weite (m) |    |
| ------------------ | -------------------------- | ---- | --------- | -- |
| 1                  | Rudolf Bauer               | HUN  | 36,04     | OR |
| 2                  | František Janda-Suk        | BOH  | 35,25     |    |
| 3                  | Richard Sheldon            | USA  | 34,60     |    |
| 4                  | Panagiotis Paraskevopoulos | GRE  | 34,04     |    |
| 5                  | Rezső Crettier             | HUN  | 33,65     |    |
| 6                  | Gustaf Söderström          | SWE  | 33,30     |    |
| 7                  | John Flanagan              | USA  | 33,07     |    |
| 8                  | Eric Lemming               | SWE  | 32,50     |    |
| 8                  | Charles Winckler           | DEN  | 32,50     |    |
| 10                 | Josiah McCracken           | USA  | 32,00     |    |
| 11                 | Artúr Coray                | HUN  | 31,00     |    |
| 11                 | Launceston Elliot          | GBR  | 31,00     |    |
| 13                 | Émile Gontier              | FRA  | 30,00     |    |
| 14                 | Gyula Strausz              | HUN  | 29,80     |    |
| Weitere Teilnehmer | Robert Garrett             | USA  | k. A.     |    |
| Weitere Teilnehmer | Truxtun Hare               | USA  | k. A.     |    |

Datum: 14. Juli und 15. Juli

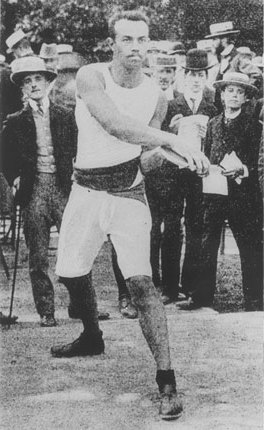
Rudolf Bauer gewann den Diskuswurf

Ein auf dem Boden abgestecktes Quadrat von 2,50 Meter mal 2,50 Meter stellte den Abwurfbereich dar.
Es gab einen Vorkampf, aus dem die besten Fünf sich für das Finale qualifizierten. Wie im Weitsprung und Kugelstoßen wurde die Leistung des Vorkampfes für das Finale übertragen. Allerdings gelang nur Janda-Suk (Vorkampf 35,04 m) und Sheldon (Vorkampf 34,10 m) eine Verbesserung.
Es gibt Berichte von Würfen, die in den umstehenden Bäumen landeten und nicht gemessen werden konnten. Dies wird häufig auch als Grund dafür genannt, dass man für Garrett, den Sieger von Athen 1896, keine Weite festgestellt hatte. Eine Auswertung des spärlich vorhandenen Bildmaterials lässt an dieser Theorie jedoch zweifeln, da die erzielten Weiten erheblich geringer waren als der Abstand der Bäume vom Abwurfplatz.
Während die Weiten aus dem Vorkampf hinreichend gesichert sind, waren die Aufzeichnungen der Weiten aus dem Finale unvollständig. So ist nicht bekannt, ob der Sieger Rudolf Bauer, der mit seiner Weite aus dem Vorkampf gewann, im Finale nur ungültige Versuche hatte, oder ob die Weite nicht festgehalten wurde, weil sie unter der Vorkampfweite lag. Auch die Weiten der Nächstplatzierten weichen in verschiedenen Veröffentlichungen voneinander ab.
In der nebenstehenden Tabelle sind die Ergebnisse nach den Angaben von SportsReference dargestellt. In den weiteren hier verwendeten Quellen gibt es ab Rang sechs erhebliche Abweichungen von dieser Version. Im ausführlichen Artikel zum Diskuswurf sind die Ergebnisse detailliert gegenübergestellt.

### Hammerwurf
| Platz | Athlet            | Land | Weite (m) |    |
| ----- | ----------------- | ---- | --------- | -- |
| 1     | John Flanagan     | USA  | 49,73     | OR |
| 2     | Truxtun Hare      | USA  | 46,25     |    |
| 3     | Josiah McCracken  | USA  | 44,50     |    |
| 4     | Eric Lemming      | SWE  | k. A.     |    |
| 5     | Karl Gustaf Staaf | SWE  | k. A.     |    |

Datum: 16. Juli

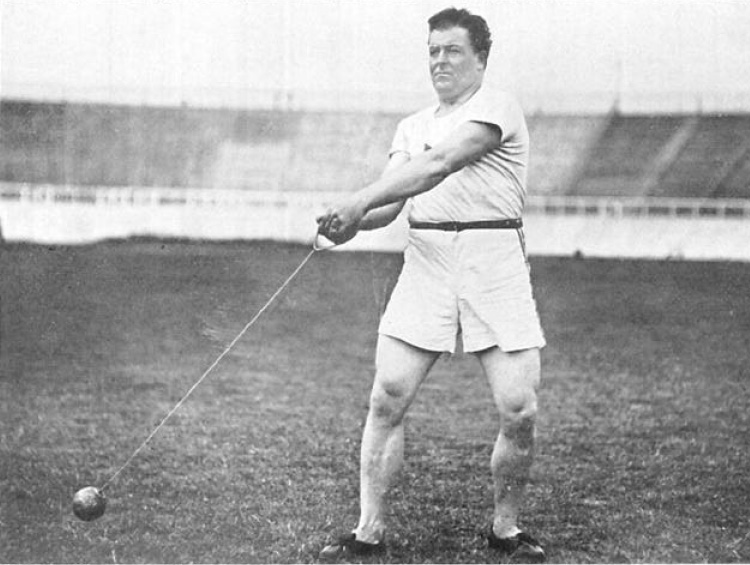
John Flanagan gewann den erstmals bei Olympischen Spielen ausgetragenen Hammerwurf

Ein auf dem Boden abgesteckter Kreis mit einem Durchmesser von 2,74 Meter (9 ft) stellte den Abwurfbereich dar.
Es gibt Berichte von Würfen, die in den umstehenden Bäumen landeten und nicht gemessen werden konnten. Eine Auswertung des spärlich vorhandenen Bildmaterials lässt an dieser Theorie jedoch zweifeln, da die erzielten Weiten erheblich geringer waren, als der Abstand der Bäume vom Abwurfplatz.
Zu den Weiten und zur Frage, ob mehr als drei Teilnehmer am Wettkampf teilnahmen gibt es je nach Quelle unterschiedliche Beschreibungen. Diese sind detailliert im ausführlichen Bericht zum Hammerwurf dargestellt.